# Imati i nemati (1944.)
Imati i nemati (eng. To Have and Have Not) je film Howarda Hawksa iz 1944. s Humphreyjem Bogartom i Lauren Bacall temeljen na istoimenom romanu Ernesta Hemingwaya.

## Radnja
Film je radnjom smješten na Martinik pod  Vichyjevskim režimom. Na ovoj egzotičnoj lokaciji, kapetan ribarskog broda Harry 'Steve' Morgan (Humphrey Bogart), umoran od života, je prisiljen pomoći francuskom Pokretu otpora prokrijumčariti neke ljude na otok. On počne oklijevati, ali se predomišlja nakon što je nesretno ubijena osoba koja je unajmila njegov brod. Očajan zato što neće moći vratiti 825 dolara koje duguje, počinje raditi za Pokret otpora i prokrijumčari muža i ženu na Martinik. U međuvremenu, počinje romansa između Harryja i Marie 'Slim' Browning (Lauren Bacall), američke džeparke koja je došla na otok. Kroz film, mora paziti i na svojeg prijatelja, Eddieja (Walter Brennan), pijanca koji stalno traži piće i povlači se za njima dvoje.

## Pozadina
Bio je to prvi film Lauren Bacall, s 19 godina. Bacall je otkrila supruga  Howarda Hawksa, koja ju je primijetila na naslovnici ženskog modnog časopisa Harper's Bazaar. Pokazala je fotografije mužu koji je ubrzo potražio Bacall i potpisao je za ulogu. Nakon što je snimanje počelo, razvila se veza između  Humphreyja Bogarta i nove zvijezde, unatoč Hawksovom neodobravanju. Ta će romansa na kraju završiti Bacallinim prvim brakom i krajem Bogartova braka s Mayo Methot, njegovog trećeg. Na filmu se osjetila kemija između njih dvoje koja će se moći osjetiti i u njihovim kasnijim zajedničkim filmovima, kao što je Duboki san.
Iako je Hawks cijenio Hemingwayeva djela, smatrao je da je Imati i nemati njegova najgora knjiga, "obično smeće", što je rekao i Hemingwayu, sugerirajući da bi mogli zajedno raditi na filmu. Hawks i Hemingway zajedno su radili na scenariju. Film je zadržao naslov knjige, imena i karakteristike nekih likova, ali ništa poslije petog poglavlja. Radnja je premještena s Key Westa na Martinique. Scenarij je dalje razradio Jules Furthman, a na kraju William Faulkner (žestoki Hemingwayev rival). Osim toga, uloga Slim je proširena kako bi se iskoristila kemija između Bogarta i Bacall.

## Glazba
U filmu, Bacall pjeva "How Little We Know" Hoagyja Carmicheala i Johnnyja Mercera. Korištena je i druga Carmichaelova pjesma, "Hong Kong Blues". Carmichael je nastupio u ulozi Cricketa, koji svira klavir.

## Vanjske poveznice
- Imati i nemati u internetskoj bazi filmova IMDb-a